# Tour de Haute-Autriche
Le Tour de Haute-Autriche (en allemand : Oberösterreich-Rundfahrt) est une course cycliste sur route par étapes masculine disputée dans le land autrichien de Haute-Autriche. Créé en 2010, il fait partie depuis cette date l'UCI Europe Tour, en catégorie 2.2. Il est organisé par la fédération cycliste du land de Haute-Autriche.

## Palmarès
| Année | Vainqueur         | Deuxième          | Troisième              |                  |
| ----- | ----------------- | ----------------- | ---------------------- | ---------------- |
| 2001  | Philippe Gilbert  |                   |                        |                  |
| 2002  | Stefan Rucker     |                   |                        |                  |
| 2003  | Thomas Dekker     |                   |                        |                  |
| 2004  | Martin Riška      |                   |                        |                  |
| 2005  | Paul Crake        |                   |                        |                  |
| 2006  | Markus Eibegger   |                   |                        |                  |
| 2007  | Marcel Siegfried  |                   |                        |                  |
| 2008  | Markus Eibegger   |                   |                        |                  |
| 2009  | Raymond Künzli    |                   |                        |                  |
| 2010  | Leopold König     | Stanislav Kozubek | Kristijan Đurasek      |                  |
| 2011  | Petr Benčík       | Erik Hoffmann     | Reto Hollenstein       |                  |
| 2012  | Robert Vrečer     | Martin Schöffmann | Riccardo Zoidl         |                  |
| 2013  | Riccardo Zoidl    | Markus Eibegger   | Jakub Kratochvíla      |                  |
| 2014  | Patrick Konrad    | Gregor Mühlberger | Paweł Cieślik          |                  |
| 2015  | Gregor Mühlberger | Marcel Meisen     | Víctor de la Parte     |                  |
| 2016  | Stephan Rabitsch  | Nick Schultz      | Markus Eibegger        |                  |
| 2017  | Stephan Rabitsch  | Riccardo Zoidl    | Markus Eibegger        |                  |
| 2018  | Stephan Rabitsch  | Riccardo Zoidl    | Patrick Schelling      |                  |
| 2019  | Jannik Steimle    | Stephan Rabitsch  | Markus Hoelgaard       |                  |
| 2020  | annulé/abandonné  | annulé/abandonné  | annulé/abandonné       | annulé/abandonné |
| 2021  | Alexis Guérin     | Riccardo Zoidl    | Michal Schlegel        |                  |
| 2022  | Rainer Kepplinger | Alexis Guérin     | Johannes Staune-Mittet |                  |
| 2023  | Luca Vergallito   | Óscar Cabedo      | Martin Messner         |                  |
| 2024  | Adrien Maire      | Riccardo Zoidl    | Aaron Dockx            |                  |